# پوشاک رسمی

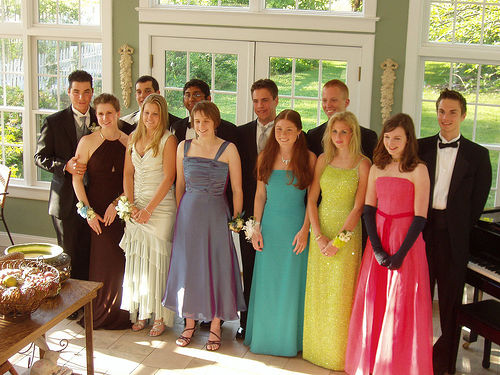
گروهی از مردم با لباس‌های رسمی

پوشش رسمی به‌گونه لباس پوشیدن مناسب برای رویدادهای اجتماعی رسمی، مانند عروسی، مهمانی رسمی، مراسم شام، رقابت‌ها، رقص و دیگر است. پوشش رسمی ممکن است در برخی کشورها به‌خاطر دین یا سیاست تفاوت زیادی با دیگر جاهای دنیا داشته‌باشد و همه‌جا یکسان نیست.

## نگارخانه

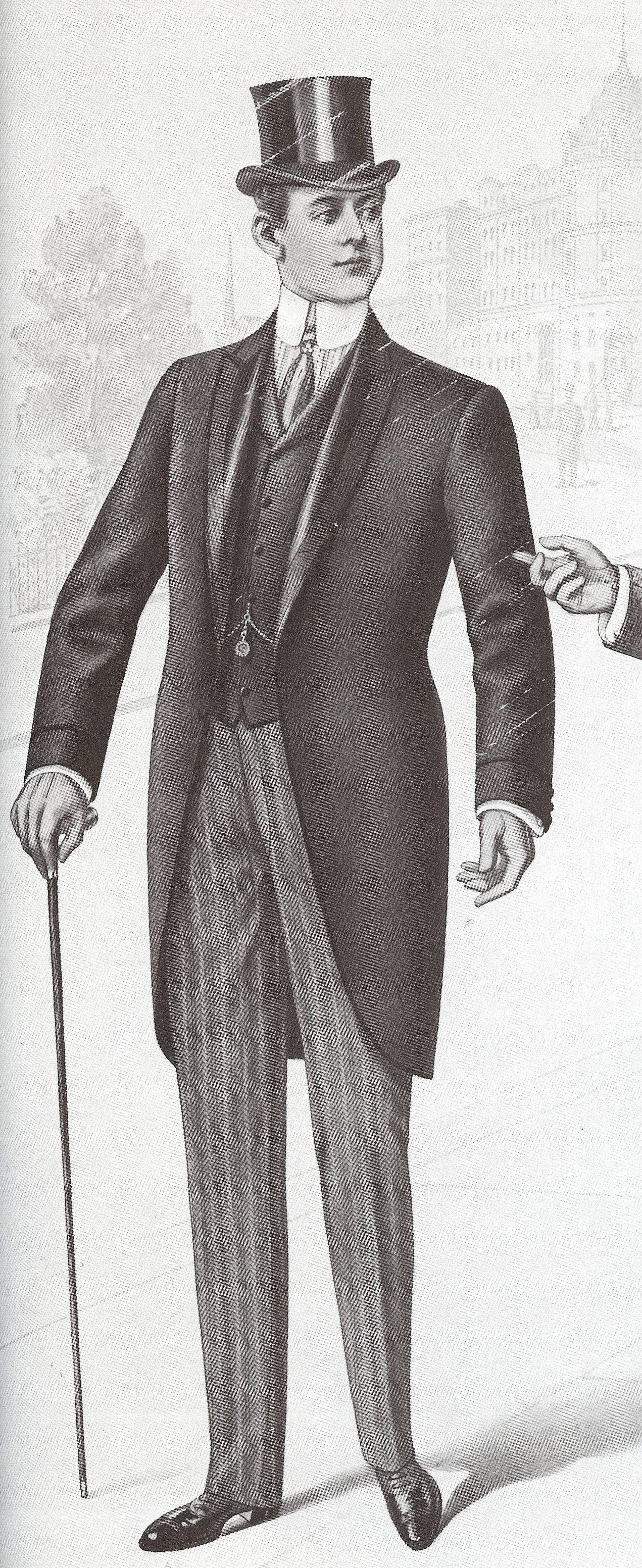
پوشاکی رسمی در سال ۱۹۰۱
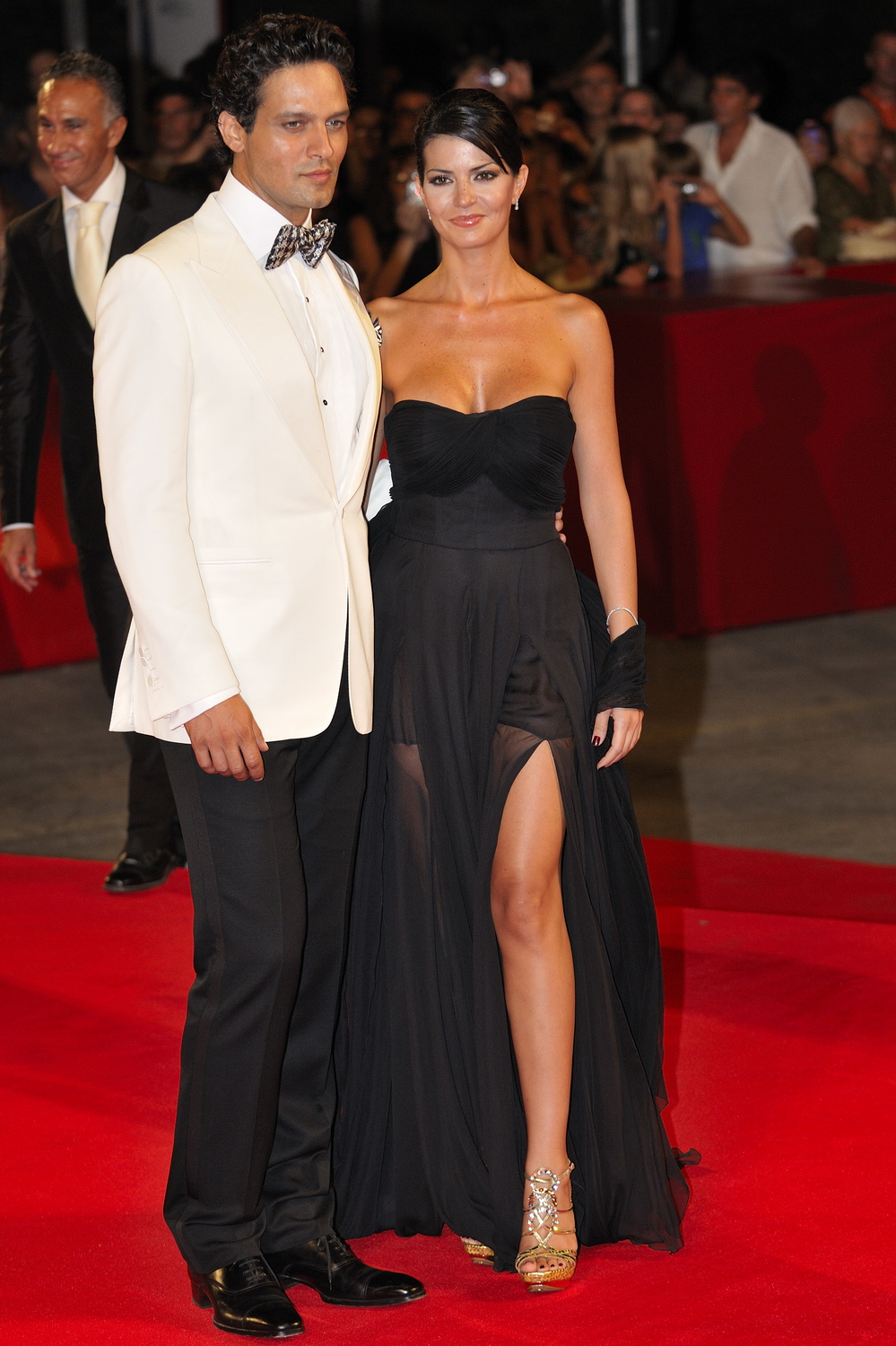
هنرمندان ایتالیایی با پوشاک رسمی
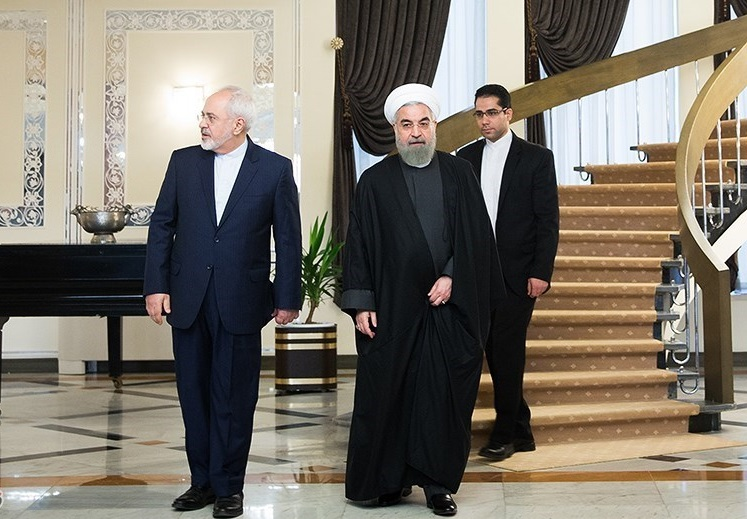
حسن روحانی و ظریف با لباس رسمی جمهوری اسلامی برای سیاست‌مداران